# Muuls, Mergaert en Cie
Muuls, Mergaert en Cie was een jeneverstokerij in Eernegem van 1785 tot 1844.

## Geschiedenis
Charles Muuls richtte in 1785 samen met zijn schoonbroers Joseph en Johannes Mergaert een jeneverstokerij op in Eernegem. De stokerij bevond zich langs de Stationsstraat naar Koekelare.
In 1788 overleed Charles Muuls, waarna zijn weduwe, Isabelle Mergaert, mede eigenares bleef van de stokerij. De Franse Revolutie veranderde de toekomst van de stokerij. Tussen 1794 en 1797 werd het destilleren van jenever verboden. Toch probeerde de familie Mergaerts hier een uitzondering op te krijgen, het bedrijf was namelijk een belangrijke industriële activiteit in de regio. De Mergaerts werden een belangrijke familie in Eernegem. Johannes werd in 1798 zelfs notaris en later lid van de gemeenteraad.
Toen Isabelle in 1816 overleed kregen haar twee broers een groter aandeel in het bedrijf. Joseph werd hierbij officieel directeur van het bedrijf. In 1818 overleed hij en werd het bedrijf verkocht. Jean MacLagan en Jean-Baptiste Deville, zoon van de Oostendenaar Ludovicus Deville, werden in 1820 de nieuwe eigenaars van de stokerij en bleven stoken tot in 1844. Daarna werd het bedrijf failliet verklaard en gekocht door Charles van Halmé, maar werd het niet meer gebruikt als stokerij. In 1855 werd het gebouw opgekocht door de gemeente om als school te gebruiken.

## Hollandse methode
De jeneverstokerij, gaf werkgelegenheid aan ongeveer veertig arbeiders. De stokerij paste de 'Hollandse' methode van het destilleren toe. Deze methode duurde langer waardoor het eindproduct veel fijner was dan de 'Vlaamse' jenever. In Vlaanderen was het dat moment een nieuwe methode, maar deze werd dus ook zwaarder belast. Meermaals schreven ze hun klachten neer in publicaties waarbij ze de voordelen van de 'Hollandse' wijze probeerden aan te tonen.